# افشای ایمیل‌های هیلاری کلینتون
هیلاری کلینتون در زمان تصدی سمت خود به عنوان وزیر امور خارجهٔ ایالات متحده، بر خلاف قانون از یک سرور ایمیل شخصی برای ارتباطات رسمی دولتی به جای ایمیل رسمی وزارت خارجه که در سرورهای امن فدرال نگهداری می‌شود استفاده نمود. همین موضوع باعث ایجاد شبهه در مورد محتوای این ایمیل‌ها شد. در بررسی اف‌بی‌آی از سرور کلینتون بیش از ۱۰۰ ایمیل حاوی اطلاعات طبقه‌بندی شده از جمله ۶۵ ایمیل «مخفی» و ۲۲ مورد «فوق محرمانه» شناخته شده‌است. وزارت امور خارجه ۲٬۰۹۳ ایمیل دیگر را نیز به عنوان اسناد غیر طبقه‌بندی شده را معرفی کرد.
برخی از کارشناسان، مقامات و اعضای کنگره ادعا کردند که استفادهٔ کلینتون از سیستم پیام و سرور خصوصی قانون فدرال را نقض کرده‌است که احتمال نشت اطلاعات حیاتی را دارد. کلینتون پاسخ داد که استفادهٔ وی مطابق با قوانین فدرال و مقررات وزارت امور خارجه است و منشی‌های پیشین امور خارجه نیز حساب‌های ایمیل شخصی خود را حفظ کرده‌اند. گزارش‌های خبری NBC و CNN حاکی از آن است که در این نامه‌های الکترونیکی دربارهٔ موارد «بی‌ضرری» که از قبل در دامنهٔ عمومی موجود است بحث شده‌است. به عنوان مثال، برنامهٔ هواپیماهای بدون سرنشین CIA از اوایل دههٔ ۲۰۰۰ به‌طور گسترده‌ای در حوزهٔ عمومی مورد بحث قرار گرفته‌است. با این حال، وجود این برنامه از نظر فنی طبقه‌بندی شده‌است، بنابراین به اشتراک گذاشتن مقالهٔ روزنامه‌ای که به آن اشاره می‌کند به موجب سیا نقض امنیت است.
این جنجال‌ها در انتخابات ریاست‌جمهوری سال ۲۰۱۶ که کلینتون نامزد حزب دموکرات بود، یکی از مهم‌ترین موضوعات بحث و مجادله شد. در ماه مه، دفتر بازرس کل وزارت امور خارجه گزارشی در مورد اقدامات ایمیل وزارت خارجه، از جمله اقدامات کلینتون، منتشر کرد. در ماه ژوئیه، جیمز کومی، مدیر اف‌بی‌آی، اعلام کرد که تحقیقات این سازمان به این نتیجه رسیده‌است که کلینتون «بسیار بی‌احتیاط» بوده‌است اما توصیه کرده که هیچ اتهامی مطرح نشود، زیرا کلینتون با قصد مجرمانه عمل نکرده‌است. رقیب کلینتون، دونالد ترامپ، از لقب «Crooked Hillary» برای انتقاد از کلینتون استفاده کرد.
در ۲۸ اکتبر ۲۰۱۶، چند روز پیش از انتخابات، به کنگره اطلاع داد که اف‌بی‌آی آغاز به جستجوی ایمیل‌های تازه کشف شده کرده‌است. در ۶ نوامبر، کومی به کنگره اطلاع داد که اف‌بی‌آی نتیجهٔ اولیهٔ خود را تغییر نداده‌است. این جنجال‌ها بیش از هر موضوع دیگری در طول مبارزات انتخاباتی ریاست‌جمهوری مورد پوشش رسانه‌ای قرار گرفت. کلینتون و دیگر ناظران استدلال می‌کنند که بازگشایی تحقیقات منجر به باخت وی در انتخابات شد.

## زمینه

### استفادهٔ کلینتون از بلک‌بری

کلینتون در سال ۲۰۰۹ تلفن بلک‌بری در دست داشت

پیش از انتصاب به عنوان وزیر امور خارجه در سال ۲۰۰۹، کلینتون و دوستان و همکارانش از طریق تلفن‌های بلک‌بری با یکدیگر ارتباط برقرار کردند. پرسنل امنیتی وزارت امور خارجه اظهار داشتند که این امر باعث ایجاد امنیت در دورهٔ تصدی وی می‌شود. حساب ایمیل مورد استفاده در بلک‌بری کلینتون سپس در یک سرور خصوصی در زیرزمین خانهٔ وی در چاپکوآ، نیویورک میزبانی شد، اما این اطلاعات برای پرسنل امنیتی وزارت امور خارجه یا کارمندان ارشد وزارت امور خارجه فاش نشده‌است.

### آگاهی اولیه
در اوایل سال ۲۰۰۹، مقامات ادارهٔ بایگانی و سوابق ملی (NARA) نگرانی‌هایشان را در مورد نقض احتمالی رویه‌های عادی ثبت پروندهٔ دولت فدرال در وزارت امور خارجه تحت وزیر کلینتون وزیر وقت ابراز داشتند.

## استفاده از سرور خصوصی برای مشاغل دولتی
به گفتهٔ سخنگوی کلینتون، نیک مریل، تعدادی از مقامات دولتی از حساب‌های ایمیل خصوصی برای تجارت رسمی استفاده کرده‌اند، از جمله منشیان امور خارجهٔ پیش از کلینتون.

## امنیت سرور و تلاش برای هک کردن

### رمزگذاری و امنیت
در سال ۲۰۰۸، پیش از اینکه هیلاری کلینتون وزیر امور خارجه شود، جاستین کوپر، یار دیرینهٔ شوهر کلینتون، رئیس‌جمهور پیشین بیل کلینتون، سیستم را مدیریت می‌کرد. کوپر از نظر امنیتی و تخصصی در زمینهٔ امنیت رایانه برخوردار نبود. بعداً، برایان پاگلیانو، مدیر فناوری اطلاعات پیشین مبارزات انتخاباتی ریاست جمهوری کلینتون در سال ۲۰۰۸، برای حفظ سرور ایمیل خصوصی خود در زمان وزیر خارجهٔ کلینتون استخدام شد. پاگلیانو در جریان پرسش‌های کنگره در مورد سرور کلینتون، به متمم پنجم استناد کرده بود. در اوایل سال ۲۰۱۶، وزارت دادگستری در ازای همکاری با دادستان‌ها به وی مصونیت داد. سخنگوی کلینتون گفت که مبارزات انتخاباتی وی «خوشحال شد» که پگلیانو اکنون با دادستان‌ها همکاری می‌کند. از ماه مهٔ ۲۰۱۶، وزارت امور خارجه نتوانست بیشتر ایمیل‌های مربوط به کار پاگلیانو را از دورهٔ استخدام وی در آن وزارت تحت نظر وزیر کلینتون پیدا کند.

### تلاش برای هک کردن
سرور کلینتون طوری پیکربندی شده‌است که به کاربران امکان می‌دهد از طریق اینترنت با استفاده از سرویس دسک‌تاپ از راه دور مایکروسافت به‌طور آشکار از اینترنت متصل شده و آن را کنترل کنند.
مشخص است که هکرها از اوایل سال ۲۰۱۱ از آدرس ایمیل غیرعلنی کلینتون مطلع بودند. وزیر کلینتون و کارمندانش از تلاش‌های هک کردن در سال ۲۰۱۱ مطلع بودند و گفته می‌شود که نگران آن‌ها بوده‌اند.

## حذف ایمیل‌ها
در سال ۲۰۱۴، ماه‌ها پیش از اطلاع عمومی از وجود سرور، رئیس دفتر کلینتون، چریل میلز و دو وکیل برای شناسایی ایمیل‌های مربوط به کار در سرور تلاش کردند تا برای وزارت امور خارجه بایگانی و نگهداری شود. پس از اتمام این کار در دسامبر ۲۰۱۴، میلز به ارائه‌دهندهٔ خدمات رایانه‌ای کلینتون، Platte River Networks، دستور داد تا مدت زمان نگهداری سرور را به ۶۰ روز تغییر دهد و اجازه دهد ۳۱٬۸۳۰ ایمیل شخصی قدیمی به‌طور خودکار از سرور پاک شود، همان‌طور که کلینتون تصمیم گرفته بود او دیگر به آن‌ها احتیاج نداشت. با این حال، تکنسین PRN که برای این کار اختصاص داده شده بود، در اجرای آن موفق نبود.

## پاسخ‌ها و تحلیل‌ها

### پاسخ اولیهٔ کلینتون
سخنگوی کلینتون، نیک مریل، استفادهٔ کلینتون از سرور شخصی و حساب‌های ایمیل وی دفاع کرد و آن را مطابق با «حرف و روح قوانین» دانست.